# 205.ª Divisão de Infantaria (Alemanha)
A 205ª Divisão de Infantaria (em alemão:205. Infanterie-Division) foi uma unidade militar que serviu no Exército alemão durante a Segunda Guerra Mundial.

## Comandantes
| Comandante                                  | Data                                           |
| ------------------------------------------- | ---------------------------------------------- |
| Generalleutnant Ernst Richter               | 1 de janeiro de 1940 - 1 de março de 1942      |
| Generalleutnant Paul Seyffardt              | 1 de março de 1942 - 5 de novembro de 1943     |
| Generalmajor Ernst Michael                  | 5 de novembro de 1943 - 1 de dezembro de 1943  |
| General der Artillerie Horst von Mellenthin | 1 de dezembro de 1943 - 19 de outubro de 1944  |
| Generalmajor Ernst Biehler                  | 19 de outubro de 1944 - 15 de novembro de 1944 |
| General der Artillerie Horst von Mellenthin | 15 de novembro de 1944 - 8 de janeiro de 1945  |
| Generalmajor Karl Giese                     | 8 de janeiro de 1945 - 8 de maio de 1945       |

## Oficiais de operações
| Major Hans Gronemann-Schönborn         | 1 de janeiro de 1940-1940                 |
| Hauptmann Niemeyer                     | 1940-?                                    |
| Hauptmann Ernst Lenné                  | 7 de fevereiro de 1941-1 de julho de 1941 |
| Oberstleutnant Karl-Geert Klostermann  | 1 de julho de 1941-10 de maio de 1944     |
| Oberstleutnant Hermann Linn            | 10 de maio de 1944-1 de março de 1945     |
| Oberstleutnant Hans-Joachim von Raison | 1 de março de 1945-1945                   |

## Área de operações
| Alemanha                       | janeiro de 1940 - junho de 1940     |
| França                         | junho de 1940 - fevereiro de 1942   |
| Frente Oriental, setor central | fevereiro de 1942 - outubro de 1943 |
| Frente Ocidental, setor norte  | outubro de 1943 - outubro de 1944   |
| Bolsão de Kurland              | outubro de 1944 - maio de 1945      |